# Serious Sam: Siberian Mayhem
Serious Sam: Siberian Mayhem est un jeu de tir à la première personne développé par Timelock Studio et Croteam, et édité par Devolver Digital. Il s'agit d'une extension standalone de Serious Sam 4. Le jeu est sorti le 25 janvier 2022.

## Système de jeu
Serious Sam: Siberian Mayhem est une extension standalone de Serious Sam 4,. Le jeu propose cinq niveaux et de nouvelles armes.

## Synopsis
Serious Sam: Siberian Mayhem se déroule dans la région de Tunguska en Russie, où Sam "Serious" Stone tente de retrouver le général Brand.

## Développement
Serious Sam: Siberian Mayhem a été initialement développé en tant que mod pour Serious Sam 4. Les développeurs, membres de longue date de la communauté de modding Serious Sam, ont ensuite formé Timelock Studio basé en Russie et ont développé le jeu en tant que titre officiel de Serious Sam sous la supervision de Croteam, les créateurs de la série,. Le jeu a été dévoilé pour la première fois via une vidéo de 34 secondes publiée sur YouTube en décembre 2021, montrant le protagoniste Sam Stone naviguant dans un paysage gelé. L'éditeur Devolver Digital a de nouveau fait référence à la vidéo début janvier 2022, déclarant qu'il annoncerait une nouveau jeu Serious Sam plus tard dans la semaine et le publierait plus tard dans le mois. La société a dévoilé Siberian Mayhem le 10 janvier 2022 et a programmé sa sortie le 25 janvier pour Microsoft Windows via Steam.